# Víctor Sáenz Suárez
Víctor Sáenz Suárez (Oviedo, 30 de marzo de 1841 - Oviedo, 10 de febrero de 1932), quien firmaba como Víctor Sáenz Canel, fue un compositor y organista asturiano.

## Biografía
En Oviedo desarrolló toda su vida, siendo hijo del organista de la Catedral de Oviedo. Estudia piano y en 1860 es nombrado segundo organista de la catedral de Oviedo, ocupando el puesto que dejó libre su padre al fallecer.
Ingresa en la Academia de Bellas Artes de San Salvador al ser nombrado profesor. En su labor docente conoce a Saturnino del Fresno Arroyo y Baldomero Fernández Casielles. Colabora en esta época con el diario El Carbayón ejerciendo de crítico musical.
Fue uno de los más importantes organistas que tuvo la catedral pues permaneció en el cargo más de setenta años.
En 1873 se casó con Clementina Bertrand Renard, de una conocida familia de la burguesía asturiana, de origen belga, que era soprano semiprofesional. No tuvieron hijos.
Entre sus discípulos destacaron Saturnino del Fresno y Bal- domero Fernández. Dirigió la Banda de Santa Cecilia y la Banda Municipal, y organizó diversos grupos musicales y corales. Compuso algunas obras religiosas y profanas, entre ellas varios popurrís sobre cantos populares asturianos. En 1884 colaboró en el diario El Carbayón con artículos sobre temas musicales. También fue organista de la catedral de Oviedo, y el fundador del primer establecimiento comercial asturiano de música, que tuvo gran prestigio. En un homenaje celebrado en su honor el 9 de agosto de 1931, cuando contaba noventa años de edad, se dio su nombre a una de las calles de Oviedo. 